# District du Dinajpur septentrional
Le Dinajpur septentrional (bengali : উত্তর দিনাজপুর জেলা  (Uttar Dinajpur)) est un district de l'État indien du Bengale-Occidental faisant le lien avec le district du Darjeeling frontalier des États du Nord-Est de l'Inde.

## Géographie
Cette frontière avec le Darjeeling est la zone la plus étroite du territoire indien avec seulement 21 km de largeur. Elle est coincée entre le Népal et le Bangladesh, en plein corridor de Siliguri.
Le district a une superficie de 3 140 km2 pour une population de 3 007 134 habitants en 2011.
Son chef-lieu est la ville de Raiganj.

## Histoire
L'ancien district de Dinajpur (dans le 'Grand Bengale') fut divisé en deux lors de la partition de l'Inde coloniale anglaise (en 1948) en Inde et Pakistan, le Dinajpur occidental se trouvant en Inde (État du Bengale occidental) et le district de Dinajpur oriental se trouvant au Pakistan oriental (aujourd'hui : Bangladesh). Ce district s'appelle aujourd'hui simplement district de Dinajpur.
Lors de la réorganisation linguistique des États de l'Union indienne (1956), certaines régions de langue bengalie appartenant à l'État voisin du Bihar y furent incorporées.
En 1992 le district de Dinajpur occidental fut divisé en deux : le Dinajpur septentrional, avec son chef-lieu à Raiganj, et le district de Dinajpur méridional qui a son chef-lieu à Balurghat.
La ville de Dinajpur qui a ainsi donné son nom à trois districts, se trouve au Bangladesh.